# جزیره لینالاک
جزیره لینالاک (به انگلیسی: Linaluk Island) یک جزیره غیر مسکونی در کانادا است که در قلمروهای شمال غرب واقع شده‌است. جزیره لینالاک ۰ نفر جمعیت دارد.